# Medio Capibaribe (tiểu vùng)
Medio Capibaribe là một tiểu vùng thuộc bang Pernambuco, Brasil. Tiều vùng này có diện tích 1753 km², dân số năm 2007 là 251460 người.